# Lista över fornlämningar i Uppsala kommun (Ärentuna)
Lista över fornlämningar i Uppsala kommun (Ärentuna) är en förteckning av ett urval av de fornlämningar som finns i Ärentuna i Uppsala kommun.
| Namn                            | Lämningstyp                 | Tillkomsttid | Historisk indelning | Plats | Läge                 | ID-nr          | Bild                                      |
| ------------------------------- | --------------------------- | ------------ | ------------------- | ----- | -------------------- | -------------- | ----------------------------------------- |
| U 1018 (Ärentuna 1:1)           | Runristning                 |              | Ärentuna, Uppland   |       | 59.952895, 17.621258 | 10030000010001 | Ladda upp en till bild av detta fornminne |
| Ärentuna 2:1                    | Gravfält                    |              | Ärentuna, Uppland   |       | 59.956484, 17.626337 | 10030000020001 | Ladda upp en bild av detta fornminne      |
| Ärentuna 4:1                    | Gravfält                    |              | Ärentuna, Uppland   |       | 59.955738, 17.625502 | 10030000040001 | Ladda upp en bild av detta fornminne      |
| Ärentuna 5:1                    | Hög                         |              | Ärentuna, Uppland   |       | 59.950107, 17.614118 | 10030000050001 | Ladda upp en bild av detta fornminne      |
| Ärentuna 6:1                    | Gravfält                    |              | Ärentuna, Uppland   |       | 59.950234, 17.612195 | 10030000060001 | Ladda upp en bild av detta fornminne      |
| Ärentuna 6:2                    | Hög                         |              | Ärentuna, Uppland   |       | 59.950698, 17.612608 | 10030000060002 | Ladda upp en bild av detta fornminne      |
| Ärentuna 6:3                    | Hög                         |              | Ärentuna, Uppland   |       | 59.950839, 17.612354 | 10030000060003 | Ladda upp en bild av detta fornminne      |
| Ärentuna 7:1                    | Stensättning                |              | Ärentuna, Uppland   |       | 59.950956, 17.606717 | 10030000070001 | Ladda upp en bild av detta fornminne      |
| Ärentuna 7:2                    | Stensättning                |              | Ärentuna, Uppland   |       | 59.950858, 17.605816 | 10030000070002 | Ladda upp en bild av detta fornminne      |
| Ärentuna 8:1                    | Gravfält                    |              | Ärentuna, Uppland   |       | 59.951104, 17.604160 | 10030000080001 | Ladda upp en bild av detta fornminne      |
| Ärentuna 9:2                    | Stensättning                |              | Ärentuna, Uppland   |       | 59.951850, 17.603249 | 10030000090002 | Ladda upp en bild av detta fornminne      |
| Ärentuna 9:3                    | Stensättning                |              | Ärentuna, Uppland   |       | 59.951774, 17.603616 | 10030000090003 | Ladda upp en bild av detta fornminne      |
| Ärentuna 10:1                   | Grav- och boplatsområde     |              | Ärentuna, Uppland   |       | 59.953104, 17.601399 | 10030000100001 | Ladda upp en bild av detta fornminne      |
| Arents sten (Ärentuna 11:1)     | Grav markerad av sten/block |              | Ärentuna, Uppland   |       | 59.953654, 17.607346 | 10030000110001 | Ladda upp en bild av detta fornminne      |
| U 1017 (Ärentuna 12:2)          | Runristning                 |              | Ärentuna, Uppland   |       | 59.955417, 17.605569 | 10030000120002 | Ladda upp en till bild av detta fornminne |
| U 1015 (Ärentuna 13:1)          | Runristning                 |              | Ärentuna, Uppland   |       | 59.954718, 17.605823 | 10030000130001 | Ladda upp en till bild av detta fornminne |
| U 1014 (Ärentuna 13:2)          | Runristning                 |              | Ärentuna, Uppland   |       | 59.954753, 17.605947 | 10030000130002 | Ladda upp en till bild av detta fornminne |
| Ärentuna 16:1                   | Hög                         |              | Ärentuna, Uppland   |       | 59.948365, 17.634523 | 10030000160001 | Ladda upp en bild av detta fornminne      |
| Ärentuna 17:1                   | Gravfält                    |              | Ärentuna, Uppland   |       | 59.954677, 17.641065 | 10030000170001 | Ladda upp en bild av detta fornminne      |
| Ärentuna 17:2                   | Hög                         |              | Ärentuna, Uppland   |       | 59.955167, 17.641385 | 10030000170002 | Ladda upp en bild av detta fornminne      |
| Ärentuna 17:3                   | Hög                         |              | Ärentuna, Uppland   |       | 59.955610, 17.641213 | 10030000170003 | Ladda upp en bild av detta fornminne      |
| Ärentuna 17:4                   | Hög                         |              | Ärentuna, Uppland   |       | 59.955900, 17.640646 | 10030000170004 | Ladda upp en bild av detta fornminne      |
| Ärentuna 17:5                   | Hög                         |              | Ärentuna, Uppland   |       | 59.956145, 17.641005 | 10030000170005 | Ladda upp en bild av detta fornminne      |
| Ärentuna 18:1                   | Stensättning                |              | Ärentuna, Uppland   |       | 59.959357, 17.631049 | 10030000180001 | Ladda upp en bild av detta fornminne      |
| Ärentuna 20:1                   | Stensättning                |              | Ärentuna, Uppland   |       | 59.960578, 17.634792 | 10030000200001 | Ladda upp en bild av detta fornminne      |
| Ärentuna 20:2                   | Hög                         |              | Ärentuna, Uppland   |       | 59.960646, 17.634702 | 10030000200002 | Ladda upp en bild av detta fornminne      |
| Ärentuna 20:3                   | Stensättning                |              | Ärentuna, Uppland   |       | 59.960726, 17.634598 | 10030000200003 | Ladda upp en bild av detta fornminne      |
| Ärentuna 20:4                   | Stensättning                |              | Ärentuna, Uppland   |       | 59.960200, 17.635130 | 10030000200004 | Ladda upp en bild av detta fornminne      |
| Ärentuna 22:1                   | Hällristning                |              | Ärentuna, Uppland   |       | 59.960128, 17.626521 | 10030000220001 | Ladda upp en bild av detta fornminne      |
| Ärentuna 23:1                   | Stensättning                |              | Ärentuna, Uppland   |       | 59.961647, 17.620532 | 10030000230001 | Ladda upp en bild av detta fornminne      |
| Ärentuna 28:1                   | Grav- och boplatsområde     |              | Ärentuna, Uppland   |       | 59.959819, 17.611419 | 10030000280001 | Ladda upp en bild av detta fornminne      |
| Ärentuna 29:1                   | Grav- och boplatsområde     |              | Ärentuna, Uppland   |       | 59.954612, 17.607042 | 10030000290001 | Ladda upp en bild av detta fornminne      |
| Ärentuna 31:1                   | Stensättning                |              | Ärentuna, Uppland   |       | 59.955723, 17.608023 | 10030000310001 | Ladda upp en bild av detta fornminne      |
| Ärentuna 31:2                   | Hög                         |              | Ärentuna, Uppland   |       | 59.955561, 17.608511 | 10030000310002 | Ladda upp en bild av detta fornminne      |
| Ärentuna 31:3                   | Stensättning                |              | Ärentuna, Uppland   |       | 59.955423, 17.608596 | 10030000310003 | Ladda upp en bild av detta fornminne      |
| Ärentuna 31:4                   | Stensättning                |              | Ärentuna, Uppland   |       | 59.955229, 17.608247 | 10030000310004 | Ladda upp en bild av detta fornminne      |
| Ärentuna 32:1                   | Hög                         |              | Ärentuna, Uppland   |       | 59.966791, 17.633108 | 10030000320001 | Ladda upp en bild av detta fornminne      |
| Ärentuna 36:1                   | Hög                         |              | Ärentuna, Uppland   |       | 59.975387, 17.621866 | 10030000360001 | Ladda upp en bild av detta fornminne      |
| Ärentuna 36:2                   | Hög                         |              | Ärentuna, Uppland   |       | 59.975253, 17.621847 | 10030000360002 | Ladda upp en bild av detta fornminne      |
| Ärentuna 37:1                   | Stensättning                |              | Ärentuna, Uppland   |       | 59.975572, 17.623499 | 10030000370001 | Ladda upp en bild av detta fornminne      |
| Ärentuna 37:2                   | Stensättning                |              | Ärentuna, Uppland   |       | 59.975563, 17.623179 | 10030000370002 | Ladda upp en bild av detta fornminne      |
| Ärentuna 37:3                   | Stensättning                |              | Ärentuna, Uppland   |       | 59.975423, 17.623514 | 10030000370003 | Ladda upp en bild av detta fornminne      |
| Ärentuna 38:1                   | Hög                         |              | Ärentuna, Uppland   |       | 59.971786, 17.621237 | 10030000380001 | Ladda upp en bild av detta fornminne      |
| Ärentuna 39:1                   | Gravfält                    |              | Ärentuna, Uppland   |       | 59.972079, 17.630938 | 10030000390001 | Ladda upp en bild av detta fornminne      |
| Hökbackarna (Ärentuna 42:1)     | Gravfält                    |              | Ärentuna, Uppland   |       | 59.975168, 17.627239 | 10030000420001 | Ladda upp en bild av detta fornminne      |
| U 1024 (Ärentuna 45:1)          | Runristning                 |              | Ärentuna, Uppland   |       | 59.968477, 17.638149 | 10030000450001 | Ladda upp en till bild av detta fornminne |
| Ärentuna 46:1                   | Grav- och boplatsområde     |              | Ärentuna, Uppland   |       | 59.968630, 17.636626 | 10030000460001 | Ladda upp en bild av detta fornminne      |
| Kattbacken (Ärentuna 48:1)      | Grav- och boplatsområde     |              | Ärentuna, Uppland   |       | 59.967183, 17.635437 | 10030000480001 | Ladda upp en bild av detta fornminne      |
| Ärentuna 49:1                   | Gravfält                    |              | Ärentuna, Uppland   |       | 59.963679, 17.637886 | 10030000490001 | Ladda upp en bild av detta fornminne      |
| Ärentuna 51:1                   | Grav- och boplatsområde     |              | Ärentuna, Uppland   |       | 59.967023, 17.640281 | 10030000510001 | Ladda upp en bild av detta fornminne      |
| Torsberget (Ärentuna 52:1)      | Grav- och boplatsområde     |              | Ärentuna, Uppland   |       | 59.970257, 17.639592 | 10030000520001 | Ladda upp en bild av detta fornminne      |
| Ärentuna 53:1                   | Gravfält                    |              | Ärentuna, Uppland   |       | 59.966112, 17.642585 | 10030000530001 | Ladda upp en bild av detta fornminne      |
| Ärentuna 55:1                   | Gravfält                    |              | Ärentuna, Uppland   |       | 59.965632, 17.644665 | 10030000550001 | Ladda upp en bild av detta fornminne      |
| Ärentuna 56:1                   | Grav- och boplatsområde     |              | Ärentuna, Uppland   |       | 59.964406, 17.647749 | 10030000560001 | Ladda upp en bild av detta fornminne      |
| Ärentuna 57:1                   | Gravfält                    |              | Ärentuna, Uppland   |       | 59.963883, 17.646617 | 10030000570001 | Ladda upp en bild av detta fornminne      |
| Ärentuna 57:2                   | Hällristning                |              | Ärentuna, Uppland   |       | 59.963732, 17.646335 | 10030000570002 | Ladda upp en bild av detta fornminne      |
| Ärentuna 58:2                   | Stensättning                |              | Ärentuna, Uppland   |       | 59.966278, 17.649184 | 10030000580002 | Ladda upp en bild av detta fornminne      |
| Ärentuna 60:1                   | Gravfält                    |              | Ärentuna, Uppland   |       | 59.967392, 17.650947 | 10030000600001 | Ladda upp en bild av detta fornminne      |
| Ärentuna 62:1                   | Grav- och boplatsområde     |              | Ärentuna, Uppland   |       | 59.967237, 17.653153 | 10030000620001 | Ladda upp en bild av detta fornminne      |
| Ärentuna 63:1                   | Gravfält                    |              | Ärentuna, Uppland   |       | 59.968246, 17.653507 | 10030000630001 | Ladda upp en bild av detta fornminne      |
| Ärentuna 64:1                   | Gravfält                    |              | Ärentuna, Uppland   |       | 59.969773, 17.654384 | 10030000640001 | Ladda upp en bild av detta fornminne      |
| Ärentuna 65:1                   | Gravfält                    |              | Ärentuna, Uppland   |       | 59.961899, 17.651687 | 10030000650001 | Ladda upp en bild av detta fornminne      |
| Ärentuna 65:2                   | Stensättning                |              | Ärentuna, Uppland   |       | 59.962726, 17.651225 | 10030000650002 | Ladda upp en bild av detta fornminne      |
| Ärentuna 65:3                   | Stensättning                |              | Ärentuna, Uppland   |       | 59.962806, 17.651297 | 10030000650003 | Ladda upp en bild av detta fornminne      |
| Ärentuna 66:1                   | Hög                         |              | Ärentuna, Uppland   |       | 59.963226, 17.650637 | 10030000660001 | Ladda upp en bild av detta fornminne      |
| Ärentuna 66:2                   | Stensättning                |              | Ärentuna, Uppland   |       | 59.963304, 17.650301 | 10030000660002 | Ladda upp en bild av detta fornminne      |
| Ärentuna 66:3                   | Stensättning                |              | Ärentuna, Uppland   |       | 59.963397, 17.650155 | 10030000660003 | Ladda upp en bild av detta fornminne      |
| Ärentuna 68:1                   | Gravfält                    |              | Ärentuna, Uppland   |       | 59.961856, 17.654212 | 10030000680001 | Ladda upp en bild av detta fornminne      |
| Ärentuna 69:1                   | Stensättning                |              | Ärentuna, Uppland   |       | 59.965006, 17.650873 | 10030000690001 | Ladda upp en bild av detta fornminne      |
| Ärentuna 69:2                   | Stensättning                |              | Ärentuna, Uppland   |       | 59.965038, 17.651298 | 10030000690002 | Ladda upp en bild av detta fornminne      |
| Ärentuna 70:1                   | Gravfält                    |              | Ärentuna, Uppland   |       | 59.963554, 17.669239 | 10030000700001 | Ladda upp en bild av detta fornminne      |
| Ärentuna 71:1                   | Gravfält                    |              | Ärentuna, Uppland   |       | 59.963732, 17.667861 | 10030000710001 | Ladda upp en bild av detta fornminne      |
| Ärentuna 73:1                   | Grav- och boplatsområde     |              | Ärentuna, Uppland   |       | 59.965942, 17.664989 | 10030000730001 | Ladda upp en bild av detta fornminne      |
| Ärentuna 74:1                   | Stensättning                |              | Ärentuna, Uppland   |       | 59.965619, 17.666293 | 10030000740001 | Ladda upp en bild av detta fornminne      |
| Ärentuna 74:2                   | Stensättning                |              | Ärentuna, Uppland   |       | 59.965635, 17.666939 | 10030000740002 | Ladda upp en bild av detta fornminne      |
| Ärentuna 75:1                   | Gravfält                    |              | Ärentuna, Uppland   |       | 59.967765, 17.664155 | 10030000750001 | Ladda upp en bild av detta fornminne      |
| Ärentuna 76:1                   | Stensättning                |              | Ärentuna, Uppland   |       | 59.968151, 17.667218 | 10030000760001 | Ladda upp en bild av detta fornminne      |
| Ärentuna 78:1                   | Stensättning                |              | Ärentuna, Uppland   |       | 59.966775, 17.665672 | 10030000780001 | Ladda upp en bild av detta fornminne      |
| Ärentuna 79:1                   | Gravfält                    |              | Ärentuna, Uppland   |       | 59.969191, 17.668951 | 10030000790001 | Ladda upp en bild av detta fornminne      |
| Ärentuna 80:1                   | Gravfält                    |              | Ärentuna, Uppland   |       | 59.968797, 17.669816 | 10030000800001 | Ladda upp en bild av detta fornminne      |
| Ärentuna 81:1                   | Stensättning                |              | Ärentuna, Uppland   |       | 59.967786, 17.673267 | 10030000810001 | Ladda upp en bild av detta fornminne      |
| Skattrånsbacken (Ärentuna 83:1) | Gravfält                    |              | Ärentuna, Uppland   |       | 59.966751, 17.680085 | 10030000830001 | Ladda upp en bild av detta fornminne      |
| Ärentuna 89:1                   | Gravfält                    |              | Ärentuna, Uppland   |       | 59.964920, 17.676492 | 10030000890001 | Ladda upp en bild av detta fornminne      |
| Ärentuna 91:1                   | Gravfält                    |              | Ärentuna, Uppland   |       | 59.964965, 17.679858 | 10030000910001 | Ladda upp en bild av detta fornminne      |
| Ärentuna 95:1                   | Stensättning                |              | Ärentuna, Uppland   |       | 59.962403, 17.668957 | 10030000950001 | Ladda upp en bild av detta fornminne      |
| Ärentuna 96:1                   | Hög                         |              | Ärentuna, Uppland   |       | 59.956530, 17.669463 | 10030000960001 | Ladda upp en bild av detta fornminne      |
| Ärentuna 96:2                   | Stensättning                |              | Ärentuna, Uppland   |       | 59.956706, 17.669619 | 10030000960002 | Ladda upp en bild av detta fornminne      |
| Ärentuna 96:3                   | Stensättning                |              | Ärentuna, Uppland   |       | 59.956796, 17.669588 | 10030000960003 | Ladda upp en bild av detta fornminne      |
| Ärentuna 96:4                   | Stensättning                |              | Ärentuna, Uppland   |       | 59.956384, 17.669203 | 10030000960004 | Ladda upp en bild av detta fornminne      |
| Ärentuna 97:1                   | Gravfält                    |              | Ärentuna, Uppland   |       | 59.957611, 17.670485 | 10030000970001 | Ladda upp en bild av detta fornminne      |
| Ärentuna 98:1                   | Gravfält                    |              | Ärentuna, Uppland   |       | 59.961901, 17.684260 | 10030000980001 | Ladda upp en bild av detta fornminne      |
| Ärentuna 99:1                   | Gravfält                    |              | Ärentuna, Uppland   |       | 59.961734, 17.680731 | 10030000990001 | Ladda upp en bild av detta fornminne      |
| Ärentuna 100:1                  | Stensättning                |              | Ärentuna, Uppland   |       | 59.958136, 17.672864 | 10030001000001 | Ladda upp en bild av detta fornminne      |
| Ärentuna 101:1                  | Gravfält                    |              | Ärentuna, Uppland   |       | 59.960397, 17.677218 | 10030001010001 | Ladda upp en bild av detta fornminne      |
| Ärentuna 103:1                  | Gravfält                    |              | Ärentuna, Uppland   |       | 59.966115, 17.688897 | 10030001030001 | Ladda upp en bild av detta fornminne      |
| Ärentuna 104:1                  | Gravfält                    |              | Ärentuna, Uppland   |       | 59.966040, 17.690324 | 10030001040001 | Ladda upp en bild av detta fornminne      |
| Hökbackarna (Ärentuna 108:1)    | Grav- och boplatsområde     |              | Ärentuna, Uppland   |       | 59.974835, 17.665936 | 10030001080001 | Ladda upp en bild av detta fornminne      |
| U 1020 (Ärentuna 109:1)         | Runristning                 |              | Ärentuna, Uppland   |       | 59.977190, 17.653402 | 10030001090001 | Ladda upp en till bild av detta fornminne |
| Ärentuna 110:1                  | Gravfält                    |              | Ärentuna, Uppland   |       | 59.975730, 17.662905 | 10030001100001 | Ladda upp en bild av detta fornminne      |
| Ärentuna 116:2                  | Hällristning                |              | Ärentuna, Uppland   |       | 59.977311, 17.667764 | 10030001160002 | Ladda upp en bild av detta fornminne      |
| Ärentuna 118:1                  | Hällristning                |              | Ärentuna, Uppland   |       | 59.978959, 17.668631 | 10030001180001 | Ladda upp en bild av detta fornminne      |
| Ärentuna 120:1                  | Hällristning                |              | Ärentuna, Uppland   |       | 59.973828, 17.673201 | 10030001200001 | Ladda upp en bild av detta fornminne      |
| Ärentuna 122:3                  | Stensättning                |              | Ärentuna, Uppland   |       | 59.974298, 17.674316 | 10030001220003 | Ladda upp en bild av detta fornminne      |
| Ärentuna 124:1                  | Stensättning                |              | Ärentuna, Uppland   |       | 59.974595, 17.676027 | 10030001240001 | Ladda upp en bild av detta fornminne      |
| Ärentuna 124:2                  | Stensättning                |              | Ärentuna, Uppland   |       | 59.974501, 17.676241 | 10030001240002 | Ladda upp en bild av detta fornminne      |
| Ärentuna 132:1                  | Gravfält                    |              | Ärentuna, Uppland   |       | 59.977987, 17.659937 | 10030001320001 | Ladda upp en bild av detta fornminne      |
| Ärentuna 136:1                  | Grav- och boplatsområde     |              | Ärentuna, Uppland   |       | 59.978131, 17.651483 | 10030001360001 | Ladda upp en bild av detta fornminne      |
| Skörkullen (Ärentuna 137:1)     | Grav- och boplatsområde     |              | Ärentuna, Uppland   |       | 59.978517, 17.649449 | 10030001370001 | Ladda upp en bild av detta fornminne      |
| Ärentuna 138:1                  | Grav- och boplatsområde     |              | Ärentuna, Uppland   |       | 59.978928, 17.651848 | 10030001380001 | Ladda upp en bild av detta fornminne      |
| Ärentuna 140:1                  | Stensättning                |              | Ärentuna, Uppland   |       | 59.980566, 17.645751 | 10030001400001 | Ladda upp en bild av detta fornminne      |
| Ärentuna 145:1                  | Stensättning                |              | Ärentuna, Uppland   |       | 59.979171, 17.621667 | 10030001450001 | Ladda upp en bild av detta fornminne      |
| Ärentuna 145:2                  | Stensättning                |              | Ärentuna, Uppland   |       | 59.979076, 17.621712 | 10030001450002 | Ladda upp en bild av detta fornminne      |
| Ärentuna 154:1                  | Hällristning                |              | Ärentuna, Uppland   |       | 59.976408, 17.615581 | 10030001540001 | Ladda upp en bild av detta fornminne      |
| Ärentuna 155:1                  | Grav- och boplatsområde     |              | Ärentuna, Uppland   |       | 59.976313, 17.609172 | 10030001550001 | Ladda upp en bild av detta fornminne      |
| Ärentuna 158:1                  | Stensättning                |              | Ärentuna, Uppland   |       | 59.977532, 17.607872 | 10030001580001 | Ladda upp en bild av detta fornminne      |
| Ärentuna 158:2                  | Stensättning                |              | Ärentuna, Uppland   |       | 59.977718, 17.608609 | 10030001580002 | Ladda upp en bild av detta fornminne      |
| Ärentuna 160:1                  | Stensättning                |              | Ärentuna, Uppland   |       | 59.978955, 17.607023 | 10030001600001 | Ladda upp en bild av detta fornminne      |
| U 1016 (Ärentuna 162:1)         | Runristning                 |              | Ärentuna, Uppland   |       | 59.981117, 17.618570 | 10030001620001 | Ladda upp en till bild av detta fornminne |
| U 1019 (Ärentuna 166:1)         | Runristning                 |              | Ärentuna, Uppland   |       | 59.982791, 17.633944 | 10030001660001 | Ladda upp en till bild av detta fornminne |
| Ärentuna 169:1                  | Grav- och boplatsområde     |              | Ärentuna, Uppland   |       | 59.985794, 17.618477 | 10030001690001 | Ladda upp en bild av detta fornminne      |
| Ärentuna 171:1                  | Grav- och boplatsområde     |              | Ärentuna, Uppland   |       | 59.985670, 17.626006 | 10030001710001 | Ladda upp en bild av detta fornminne      |
| Ärentuna 172:1                  | Stensättning                |              | Ärentuna, Uppland   |       | 59.991417, 17.624365 | 10030001720001 | Ladda upp en bild av detta fornminne      |
| Ärentuna 176:1                  | Stensättning                |              | Ärentuna, Uppland   |       | 59.987699, 17.590690 | 10030001760001 | Ladda upp en bild av detta fornminne      |
| Ärentuna 181:1                  | Stensättning                |              | Ärentuna, Uppland   |       | 60.002413, 17.613025 | 10030001810001 | Ladda upp en bild av detta fornminne      |
| Ärentuna 181:2                  | Stensättning                |              | Ärentuna, Uppland   |       | 60.002409, 17.613261 | 10030001810002 | Ladda upp en bild av detta fornminne      |
| Ärentuna 187:1                  | Röse                        |              | Ärentuna, Uppland   |       | 59.980805, 17.608506 | 10030001870001 | Ladda upp en bild av detta fornminne      |
| Ärentuna 188:1                  | Röse                        |              | Ärentuna, Uppland   |       | 59.980507, 17.605433 | 10030001880001 | Ladda upp en bild av detta fornminne      |
| Ärentuna 188:3                  | Stensättning                |              | Ärentuna, Uppland   |       | 59.980572, 17.605736 | 10030001880003 | Ladda upp en bild av detta fornminne      |
| Ärentuna 189:1                  | Grav- och boplatsområde     |              | Ärentuna, Uppland   |       | 59.980428, 17.600678 | 10030001890001 | Ladda upp en bild av detta fornminne      |
| Ärentuna 190:1                  | Gravfält                    |              | Ärentuna, Uppland   |       | 59.979824, 17.599881 | 10030001900001 | Ladda upp en bild av detta fornminne      |
| Ärentuna 191:1                  | Röse                        |              | Ärentuna, Uppland   |       | 59.978913, 17.599307 | 10030001910001 | Ladda upp en bild av detta fornminne      |
| Ärentuna 191:2                  | Stensättning                |              | Ärentuna, Uppland   |       | 59.978629, 17.599543 | 10030001910002 | Ladda upp en bild av detta fornminne      |
| Ärentuna 193:3                  | Stensättning                |              | Ärentuna, Uppland   |       | 59.977138, 17.598903 | 10030001930003 | Ladda upp en bild av detta fornminne      |
| Ärentuna 195:1                  | Hällristning                |              | Ärentuna, Uppland   |       | 59.973549, 17.588651 | 10030001950001 | Ladda upp en bild av detta fornminne      |
| U 1022 (Ärentuna 205:1)         | Runristning                 |              | Ärentuna, Uppland   |       | 59.962520, 17.697541 | 10030002050001 | Ladda upp en till bild av detta fornminne |
| Ärentuna 206:1                  | Gravfält                    |              | Ärentuna, Uppland   |       | 59.963174, 17.696856 | 10030002060001 | Ladda upp en bild av detta fornminne      |
| Ärentuna 207:1                  | Gravfält                    |              | Ärentuna, Uppland   |       | 59.960681, 17.691596 | 10030002070001 | Ladda upp en bild av detta fornminne      |
| Ärentuna 208:1                  | Gravfält                    |              | Ärentuna, Uppland   |       | 59.960320, 17.694188 | 10030002080001 | Ladda upp en bild av detta fornminne      |
| Gärdesbacken (Ärentuna 211:1)   | Gravfält                    |              | Ärentuna, Uppland   |       | 59.963372, 17.702606 | 10030002110001 | Ladda upp en bild av detta fornminne      |
| Ärentuna 212:1                  | Stensättning                |              | Ärentuna, Uppland   |       | 59.963904, 17.703736 | 10030002120001 | Ladda upp en bild av detta fornminne      |
| Ärentuna 212:2                  | Stensättning                |              | Ärentuna, Uppland   |       | 59.964156, 17.703589 | 10030002120002 | Ladda upp en bild av detta fornminne      |
| Ärentuna 212:3                  | Stensättning                |              | Ärentuna, Uppland   |       | 59.963678, 17.703382 | 10030002120003 | Ladda upp en bild av detta fornminne      |
| Ärentuna 214:1                  | Stensättning                |              | Ärentuna, Uppland   |       | 59.964556, 17.704147 | 10030002140001 | Ladda upp en bild av detta fornminne      |
| Ärentuna 214:2                  | Stensättning                |              | Ärentuna, Uppland   |       | 59.964487, 17.704079 | 10030002140002 | Ladda upp en bild av detta fornminne      |
| Ärentuna 217:1                  | Hög                         |              | Ärentuna, Uppland   |       | 59.966846, 17.702498 | 10030002170001 | Ladda upp en bild av detta fornminne      |
| Ärentuna 217:2                  | Stensättning                |              | Ärentuna, Uppland   |       | 59.966595, 17.702143 | 10030002170002 | Ladda upp en bild av detta fornminne      |
| Ärentuna 218:1                  | Gravfält                    |              | Ärentuna, Uppland   |       | 59.967890, 17.702882 | 10030002180001 | Ladda upp en bild av detta fornminne      |
| Ärentuna 219:1                  | Gravfält                    |              | Ärentuna, Uppland   |       | 59.968382, 17.702254 | 10030002190001 | Ladda upp en bild av detta fornminne      |
| Ärentuna 221:1                  | Stensättning                |              | Ärentuna, Uppland   |       | 59.966836, 17.707070 | 10030002210001 | Ladda upp en bild av detta fornminne      |
| Ärentuna 221:2                  | Stensättning                |              | Ärentuna, Uppland   |       | 59.966781, 17.706710 | 10030002210002 | Ladda upp en bild av detta fornminne      |
| Ärentuna 221:3                  | Stensättning                |              | Ärentuna, Uppland   |       | 59.966810, 17.707334 | 10030002210003 | Ladda upp en bild av detta fornminne      |
| Ärentuna 224:4                  | Stensättning                |              | Ärentuna, Uppland   |       | 59.955233, 17.694670 | 10030002240004 | Ladda upp en bild av detta fornminne      |
| Ärentuna 225:1                  | Gravfält                    |              | Ärentuna, Uppland   |       | 59.955864, 17.695118 | 10030002250001 | Ladda upp en bild av detta fornminne      |
| Ärentuna 226:1                  | Stensättning                |              | Ärentuna, Uppland   |       | 59.962193, 17.652967 | 10030002260001 | Ladda upp en bild av detta fornminne      |
| Ärentuna 230:1                  | Stensättning                |              | Ärentuna, Uppland   |       | 59.961483, 17.612931 | 10030002300001 | Ladda upp en bild av detta fornminne      |
| Ärentuna 230:2                  | Stensättning                |              | Ärentuna, Uppland   |       | 59.961951, 17.612805 | 10030002300002 | Ladda upp en bild av detta fornminne      |
| Ärentuna 231:1                  | Stensättning                |              | Ärentuna, Uppland   |       | 59.977251, 17.609903 | 10030002310001 | Ladda upp en bild av detta fornminne      |
| Ärentuna 234:1                  | Hög                         |              | Ärentuna, Uppland   |       | 59.966894, 17.637445 | 10030002340001 | Ladda upp en bild av detta fornminne      |
| Ärentuna 234:3                  | Stensättning                |              | Ärentuna, Uppland   |       | 59.967167, 17.637226 | 10030002340003 | Ladda upp en bild av detta fornminne      |
| Ärentuna 237:1                  | Stensättning                |              | Ärentuna, Uppland   |       | 59.962899, 17.702529 | 10030002370001 | Ladda upp en bild av detta fornminne      |
| Ärentuna 237:2                  | Stensättning                |              | Ärentuna, Uppland   |       | 59.962804, 17.702507 | 10030002370002 | Ladda upp en bild av detta fornminne      |
| Ärentuna 237:3                  | Stensättning                |              | Ärentuna, Uppland   |       | 59.962850, 17.702713 | 10030002370003 | Ladda upp en bild av detta fornminne      |
| Ärentuna 242:1                  | Stensättning                |              | Ärentuna, Uppland   |       | 59.965891, 17.670129 | 10030002420001 | Ladda upp en bild av detta fornminne      |
| Ärentuna 245:1                  | Stensättning                |              | Ärentuna, Uppland   |       | 59.978038, 17.667696 | 10030002450001 | Ladda upp en bild av detta fornminne      |
| Ärentuna 246:1                  | Stensättning                |              | Ärentuna, Uppland   |       | 59.975039, 17.669117 | 10030002460001 | Ladda upp en bild av detta fornminne      |
| Ärentuna 246:2                  | Stensättning                |              | Ärentuna, Uppland   |       | 59.975046, 17.668906 | 10030002460002 | Ladda upp en bild av detta fornminne      |
| Ärentuna 246:3                  | Stensättning                |              | Ärentuna, Uppland   |       | 59.975152, 17.669117 | 10030002460003 | Ladda upp en bild av detta fornminne      |
| Ärentuna 248:1                  | Stensättning                |              | Ärentuna, Uppland   |       | 59.974117, 17.678785 | 10030002480001 | Ladda upp en bild av detta fornminne      |
| Ärentuna 257:1                  | Stensättning                |              | Ärentuna, Uppland   |       | 59.978613, 17.661027 | 10030002570001 | Ladda upp en bild av detta fornminne      |
| Ärentuna 258:1                  | Stensättning                |              | Ärentuna, Uppland   |       | 59.981418, 17.663038 | 10030002580001 | Ladda upp en bild av detta fornminne      |
| Ärentuna 258:2                  | Stensättning                |              | Ärentuna, Uppland   |       | 59.981451, 17.663532 | 10030002580002 | Ladda upp en bild av detta fornminne      |
| Ärentuna 260:1                  | Stensättning                |              | Ärentuna, Uppland   |       | 59.979583, 17.654725 | 10030002600001 | Ladda upp en bild av detta fornminne      |
| Ärentuna 272:1                  | Fornborg                    |              | Ärentuna, Uppland   |       | 59.988499, 17.616215 | 10030002720001 | Ladda upp en bild av detta fornminne      |
| Ärentuna 275:1                  | Stensättning                |              | Ärentuna, Uppland   |       | 59.985119, 17.611507 | 10030002750001 | Ladda upp en bild av detta fornminne      |
| Ärentuna 285:1                  | Grav- och boplatsområde     |              | Ärentuna, Uppland   |       | 59.984335, 17.597066 | 10030002850001 | Ladda upp en bild av detta fornminne      |
| Ärentuna 291:1                  | Stensättning                |              | Ärentuna, Uppland   |       | 59.974789, 17.622686 | 10030002910001 | Ladda upp en bild av detta fornminne      |
| Ärentuna 292:1                  | Gravfält                    |              | Ärentuna, Uppland   |       | 59.975516, 17.620300 | 10030002920001 | Ladda upp en bild av detta fornminne      |
| Ärentuna 303:1                  | Stensättning                |              | Ärentuna, Uppland   |       | 59.959553, 17.690205 | 10030003030001 | Ladda upp en bild av detta fornminne      |
| Ärentuna 303:2                  | Stensättning                |              | Ärentuna, Uppland   |       | 59.959511, 17.689978 | 10030003030002 | Ladda upp en bild av detta fornminne      |
| Ärentuna 307:1                  | Gravfält                    |              | Ärentuna, Uppland   |       | 59.962396, 17.600090 | 10030003070001 | Ladda upp en bild av detta fornminne      |
| Ärentuna 315:1                  | Gravfält                    |              | Ärentuna, Uppland   |       | 59.967160, 17.631047 | 10030003150001 | Ladda upp en bild av detta fornminne      |
| Ärentuna 320:2                  | Stensättning                |              | Ärentuna, Uppland   |       | 59.962821, 17.602318 | 10030003200002 | Ladda upp en bild av detta fornminne      |
| Ärentuna 339                    | Hällristning                |              | Ärentuna, Uppland   |       | 59.965239, 17.647980 | 12000000004767 | Ladda upp en bild av detta fornminne      |
| Ärentuna 340                    | Hällristning                |              | Ärentuna, Uppland   |       | 59.965573, 17.651228 | 12000000004769 | Ladda upp en bild av detta fornminne      |
| Ärentuna 354                    | Hällristning                |              | Ärentuna, Uppland   |       | 59.974759, 17.625107 | 12000000135711 | Ladda upp en bild av detta fornminne      |
| "Kung Skutes hög" (Bälinge 7:1) | Gravfält                    |              | Ärentuna, Uppland   |       | 59.961668, 17.589123 | 10021200070001 | Ladda upp en bild av detta fornminne      |